# Tsvi Hirsh Ashkenazi
Pour les articles homonymes, voir Hirsh et Ashkenazi.
Le Rav Tsvi Hirsch ben Yaakov Ashkenazi  (hébreu: רב צבי הירש בן יעקב אשכנזי) est un rabbin bohémien des XVIIe et XVIIIe siècles (né en 1656 à Velké Meziříčí - mort le 2 mai 1718 à Lviv), plus connu sous le pseudonyme de Hakham Tsvi, d’après son grand-œuvre, un recueil de responsa éponyme.
Décisionnaire connu pour son caractère indépendant, il fut l’un des rares opposants, et parmi les plus résolus, aux disciples du faux messie Sabbataï Tsevi. Il a exercé une profonde influence sur les Juifs de son temps, en particulier auprès des communautés d’Amsterdam et d’Angleterre.

## Éléments biographiques

### Jeunes années
Tsvi Hirsh descend tant par sa mère que son père d’érudits illustres au sein du judaïsme. Petit-fils d'Élie Ba'al Shem de Chelm, il étudie d’abord avec son père dans sa ville natale puis avec son grand-père, Ephraim ha-Kohen, alors rabbin d'Alt-Ofen (devenu un quartier de Budapest).
Adolescent, il fait route vers Salonique où il suit les cours d’Elihu Cobo et apprend les méthodes d’étude séfarades. C’est à Salonique qu’il reçoit le surnom d’Ashkenazi, là également qu’il est pour la première fois témoin de l’impact du mouvement de Sabbataï Tsevi sur la communauté juive. Avant son retour à Alt-Ofen, il semble avoir séjourné quelque temps à Constantinople, probablement jusqu'en 1679. Ses recherches et son ingéniosité semblent avoir fait une si grande impression qu'un érudit polonais lui attribue le titre de Hakham, généralement porté par et réservé aux rabbins de l’empire ottoman.

### Période allemande
Peu de temps après son retour, le Hakham Tsvi se marie avec la fille d’un éminent citoyen d'Alt-Ofen et conçoit d’elle une fille. Cependant, Alt-Ofen est envahie par l'armée autrichienne en 1686 et sa fille est tuée par un tir de canon. Il s'enfuit alors vers Sarajevo, tandis que ses parents sont faits prisonniers par les Prussiens.
À Sarajevo, il est appointé comme rabbin jusqu’en 1689, année à laquelle il démissionne en raison de certains conflits avec des membres de sa communauté. Il part s’établir en Allemagne et épouse à Berlin Sarah, fille de Meshullam Zalman Mirels Neumark, le grand-rabbin des communautés d’AH"OU (Altona, Hambourg et Wandsbeck). Elle décédera à Lviv, le 23 janvier 1719.
Sur les conseils de son beau-père, il s’installe en 1690 à Altona, à l’époque non-rattachée à la maison de Hambourg. Les membres dirigeants de la communauté y ont créé un klaus (maison d’étude) où ils installent le Hakham Tsvi comme rabbin. Sous son impulsion, le lieu devient célèbre et attire de nombreux élèves mais son salaire, d’à peine 60 thalers par an, le contraint à exercer différentes activités complémentaires dont la bijouterie pour subvenir aux besoins de sa famille.
Après la mort de son beau-père, qu’il avait secondé vers la fin de sa vie dans ses activités officielles, le Hakham Tsvi est pressenti à sa succession par une partie de la communauté juive tandis qu'une autre partie de la communauté penche en faveur de Moshe ben Alexander Rothenburg. L’alternance proposée, chaque rabbin officiant pendant une période de six mois, ne parvient pas à empêcher les frictions et les conflits sur des questions religieuses d’augmenter, si bien qu'en 1709, le Hakham Tsvi démissionne et reprend son travail de rabbin du Klaus.

### À Amsterdam

#### Un poste contesté
Le Hakham Tsvi reçoit le 10 janvier 1710, une lettre de nomination en tant que grand-rabbin de la communauté ashkénaze d’Amsterdam. Un logement gratuit lui est offert ainsi qu’un salaire annuel de 2 500 florins hollandais (le salaire du grand-rabbin de Berlin ne serait, cinquante ans plus tard, que de 375 florins). Il émet cependant des conditions à sa nomination visant à lui conserver son indépendance : en aucune circonstance, il ne sera obligé de se soumettre aux volontés de la communauté ni forcé d'accepter des cadeaux et pourra, en toutes circonstances, conserver son autonomie.
Sa réserve se révèle rapidement judicieuse, le rabbin devant dès la prise de ses fonctions, se confronter à un groupe hostile mené par Aaron Polak Gokkes. Il est décidé le 26 mai 1712 que le grand-rabbin soit démis de ses fonctions au terme de son mandat de trois ans mentionné dans sa lettre de nomination. Cependant, l’intéressé refuse de se soumettre à une révocation qu’il considère comme injuste. Le Hakham Tzvi est alors soumis à diverses pressions, dont la suspension de son salaire, mais tient bon.

#### L'affaire Hayoun
Le 30 juin 1713, un dénommé Néhémie Hayoun arrive à Amsterdam et demande la permission à la communauté portugaise de faire circuler ses œuvres, qu’il a fait publier à Berlin. Croyant reconnaître l’un de ses anciens opposants de Sarajevo et de Salonique, le Hakham Tzvi intervient auprès de Salomon Ayllon, rabbin de la communauté portugaise, afin que celui-ci refuse d’accorder son autorisation à cet étranger. Cependant, après que Néhémie Hayoun eut rencontré le Hakham Tzvi en personne, il se rétracte, en raison d’une erreur sur la personne.
Cependant, plusieurs membres de la communauté portugaise ont soumis les écrits de Néhémie Hayoun au jugement de Moshe Hagiz, shaliah (émissaire) de Jérusalem séjournant à Amsterdam, qui a tôt fait d’y déceler le caractère sabbatéen de l’œuvre. Le Hakham Tzvi reprend donc sa campagne, enjoignant à la communauté portugaise de ne pas donner son accord à l’auteur. Il rejette néanmoins une demande d'indiquer les passages condamnables et refuse de faire partie du comité d’investigation mis en place par la communauté portugaise car il considère Salomon Ayllon, qu’il connaît pour lui avoir répondu sur plusieurs sujets concernant les communautés séfarades des Balkans, incompétent sur de telles questions. Une polémique agressive s'ensuit, au cours de laquelle Moshe Hagiz prend le parti du Hakham Tsvi. Des pamphlets apparaissent de part et d'autre, dans lesquels les contestataires s’accusent des plus véhémentes forfaitures. Le 23 juillet 1713, alors que le comité d’investigation n’a toujours pas remis son rapport, le Hakham Tzvi émet un herem (décret d’excommunication) envers Hayoun. Lui et Moshe Hagiz sont alors violemment pris à partie dans la rue et menacés de mort. Salomon Ayllon remet alors son rapport, innocentant complètement Néhémie Hayoun et le jour suivant, celui-ci est accueilli dans la synagogue lors d’une réception publique en son honneur.
Opposants séfarades et ashkénazes se rejoignent dans leur détestation de Tsvi Ashkenazi, abandonné de tous à l’exception d’un cercle d’amis proches. Il refuse de se présenter devant leur tribunal de la communauté portugaise (qui n’a aucun pouvoir sur lui), anticipant qu’ils l’obligeront à se rétracter, à louer et à recommander Néhémie Hayoun.

#### Bannissement
Le 9 novembre 1713, le maamad de la communauté portugaise somme derechef, par l'intermédiaire d'un avocat chrétien, le Hakham Tzvi de se présenter. Devant son refus, lui et Moshe Hagiz sont formellement mis au ban de la communauté portugaise. Il est temporairement mis aux arrêts à résidence par les autorités municipales, influencées par Salomon Ayllon et les dirigeants portugais, tandis que l’affaire est portée devant la justice afin d'obtenir la destitution du rabbin et son bannissement d’Amsterdam.
Les magistrats décident au préalable de mander l’avis de différents professeurs de Leyde, d’Utrecht et d’Harderwijk sur le différend. Cependant, leurs décisions, s'il y en a eu, sont restées inconnues.

### À Londres
Anticipant une fois de plus l’action juridique, le Hakham Tsvi démissionne de son poste et quitte Amsterdam au début de 1714, peut-être clandestinement, avec l’aide de son ami Salomon Levi Norden de Lima.
Après avoir laissé sa femme et ses enfants à Emden, il s’installe à Londres, à l’invitation de la communauté séfarade de la ville. En 1705, il avait été convié à se prononcer sur l’orthodoxie du rabbin David Nieto, soupçonné de spinozisme. Il avait également été invité à plusieurs reprises à prendre en charge le poste de grand-rabbin de la communauté séfarade de Londres mais il avait refusé.
Il semble que son portrait ait été peint pendant ce séjour, après qu’il eut refusé, par scrupule religieux, que son effigie apparaisse sur une pièce de monnaie.

### Fin de vie
Au printemps suivant, il retourne à Emden et poursuit sa route jusqu’à la Pologne en passant par Hanovre, Halberstadt, Berlin et Breslau, s'arrêtant de longs moments dans chaque ville. Alors qu’il se trouve dans la région d’Opatów en Pologne, il est appelé à Hambourg pour faire partie d'une commission juridique chargée de résoudre un contentieux compliqué.
À la mort de Simha Cohen Rapoport, en 1717, il est nommé rabbin de Lemberg, où il est apprécié aussi bien par la communauté juive que par les officiels de la ville. Il y meurt, quatre mois après avoir pris ses fonctions.

## Œuvre
De son œuvre, seule une partie de ses responsa a été imprimée sous le titre de Sheelot outeshouvot Hakham Tzvi (Amsterdam, 1712, fréquemment republiée par la suite).
L’auteur y fait montre par la lucidité du traitement et la cohésion parfaite au sujet, des connaissances considérables, une intelligence aiguisée, de grands talents linguistiques et une grande sagacité qui ne dégénère jamais dans des arguties du pilpoul. Son tempérament, obstiné et généreux mais abrupt et passionné, y transparaît ainsi que son dédain absolu pour le pouvoir de l’argent qui lui valent partout l’opposition des riches et des érudits.

## Descendants
Tsvi Hirsh Ashkenazi aura eu quinze enfants, dont sa fille décédée à Alt-Ofen :
- Myriam, épouse de Aryeh Leib ben Saul, le rabbin d’Amsterdam. Elle sera la mère du grand-rabbin Hirschel Levin et la grand-mère du premier grand-rabbin de l’Empire britannique, Solomon Hirschell
- Ra'hel, épouse d’Itzhak ben Meïr Eisenstadt
- Ne'hama, épouse de Naftali Hertz
- Jacob Emden, le Yaabetz
- Ephraïm, l’un des rabbins les plus illustres du klaus de Brody
- Nathan, également illustre dans le même klaus et grand-père de Jacob de Lissa
- Avraham Meshoullam Zalman, rabbin d’Ostroh et de Londres
- Moshe, av beit din (chef du tribunal rabbinique) de Kaminka
- David, av beit din de Novyy Yarychev, en Ukraine et aïeul de Hayim Halberstam[1]
- Eliyakim Gœtzel, av beit din de Rakovi
- Dvora
- Freida, épouse de Yaakov Harif
- l’épouse de Yaakov Mordekhaï Katz, av beit din de Broda
- Lea

## Source
- (en) Cet article est partiellement ou en totalité issu de l’article de Wikipédia en anglais intitulé « Tzvi Ashkenazi » (voir la liste des auteurs).

- Cet article contient des extraits de l'article « ASHKENAZI, ZEBI HIRSCH (ḤAKAM ẒEBI) B. JACOB » par Louis Ginzberg & J. Vredenburg de la Jewish Encyclopedia de 1901–1906 dont le contenu se trouve dans le domaine public.